# (68948) Mikeoates
(68948) Mikeoates (2002 PX157) – planetoida z pasa głównego asteroid okrążająca Słońce w ciągu 4,67 lat w średniej odległości 2,79 j.a. Odkryta 8 sierpnia 2002 roku.